# Мох Рудольф Іванович
Рудольф Іванович Мох (псевдоніми — Рудольф Мхъ, Мех, Рудольф, Р. М.; 16 квітня 1816, Бережани, тепер Тернопільської області — 12 лютого 1892, Острів, тепер Галицького району Івано-Франківської області) — священник Української греко-католицької церкви, український письменник, громадський діяч. Один із продовжувачів справи «Руської Трійці», діяч Головної Руської Ради, секретар «Руської Ради народної».

## Біографія
Народився 16 квітня 1816 року в м. Бережани (Бережанський округ, Королівство Галичини та Володимирії, Австрійська імперія, нині Тернопільської області, Україна). Походив із міщанського роду, батько — українець, мати — полька.
Навчався у Бережанській гімназії (1828–1834 рр.), Тернопільському єзуїтському ліцеї (за іншими даними — закінчив 1836 року гімназію), Львівській духовній семінарії, яку закінчив 1841 (або 1842) р.
1842 р. рукоположений єпископом Львівським Григорієм Яхимовичем на священника. Розпочав душпастирську працю у селі Завадка біля Калуша; працював у с. Лагодові коло Глинян (тепер Перемишлянського району Львівської області), далі — у селах Острів та Курипів недалеко Галича.
Після закінчення семінарії був активним у громадській роботі:
- 1848 р. — делегат «Головної Руської Ради»,
- предстаник «Головної Руської Ради» в Дрогобичі та Стрию,[2] на вічі у Дрогобичі став одним із засновників культурно-освітнього товариства «Галицько-Руська матиця»
- жовтень 1848 р. — учасник «Собору руських вчених» у Львові; разом з Яковом Головацьким, Т. Глинським, Миколою Устияновичем виступав проти вживання букви «ъ», тобто проти «язичія».[2]
- ініціатор створення «Кружка руських місіонерів», «один із головних апостолів…», який проводить серед народу антиалкогольну пропаганду, бере участь у з'їздах та нарадах учених, сприяє поширенню освіти, культури, хорового мистецтва.
- виступав проти намагань намісника Аґенора Ґолуховського ввести латинську азбуку в українське письмо.[3]

Часто виступав у пресі зі статтями, у яких обстоював необхідність згуртування народу в боротьбі за свої права, вів активну місіонерську діяльність, був одним із пропагандистів тверезості.
До смерти о. Рудольф Мох служив церкві та людям, які, вражені його великим ораторським мистецтвом, шанобливо називали Р. Моха «наш проповідник».
Помер 12 лютого 1892 року в с. Острів (Австро-Угорщина, тепер Галицького району Івано-Франківської області, Україна). Похований на сільському цвинтарі.

## Творчість
Р. Мох — автор перших оригінальних драматичних творів Західної України, також панегіричного, моралістичного і сатиричного характерів. Його збірка поезій «Мотиль» (1841) — друга в Галичині після «Русалки Дністрової» книжка, написана українською народною мовою.
Автор віршів українською народною мовою панегіричного та описово-моралістичного змісту (збірка «Мотиль», 1841). В газеті «Зоря галицька» виступив із сатиричним віршем «Розпука орендарська над селянами, котрії до розуму приходять» (1848) і фрагментами драми про скасування панщини в Галичині «Терпен — спасен» (1849). Кріпосне лихоліття, безпросвіття галицького села показані в п'єсах «Справа в селі Клекотині» (1849), названій І. Франком «першою пробою української комедії в Галичині», і «Пам'ятка 3 Мая 1848» (1878). Соціально-побутова віршована драма «Опікунство» була поставлена в українському галицькому театрі (1864). У 1841 р. вийшла друком його збірка віршів «Мотиль», що стала другою після «Русалки Дністрової» книгою, виданою українською мовою, і була позитивно оцінена Іваном Франком. 1848 р. появилась друга збірка поезій «Стихотворенія».
«Галицьким Котляревським» називали сучасника о. Р. Моха. Це були перші оригінальні драми в галицькій літературі, що гостро піднімали питання життя людей краю, поневолених панщинзняною повинністю, порушували ряд проблем соціального змісту.

## Вшанування
Вулиця у Львові в районі Рясне.